# ESV Ingolstadt-Ringsee
ESV Ingolstadt-Ringsee is een Duitse sportclub uit Ingolstadt, Beieren. De club is actief in aikido, badminton, basketbal, danssport, floorball, handbal, ijsstokschieten, judo, kegelen, karate, schaken, sportvissen, tafeltennis, tennis, triathlon, turnen, volleybal, vuistbal, wielrennen, yoga en zeilsport.
De club is het meest bekend voor zijn voetbalafdeling die in 2004 echter fuseerde met MTV Ingolstadt om zo de nieuwe club FC Ingolstadt 04 te vormen.

## Voetbal
FC Viktoria Ingolstadt werd in 1919 gesticht en veranderde 2 jaar later zijn naam in VfR Ingolstadt. In 1925 fusioneerde de club met Turnverein 1861 Ingolstadt en werd zo VfB Ingolstadt-Ringsee. De club was aangesloten bij de Zuid-Duitse voetbalbond en promoveerde in 1930 naar de hoogste klasse van de Zuid-Beierse competitie. De club werd laatste, maar degradeerde niet. Het volgende seizoenwerd de club voorlaatste en degradeerde nu wel. In 1933 werd de Gauliga ingevoerd als hoogste klasse. In 1936 promoveerde de club naar de Gauliga Bayern en eindigde zesde op tien clubs. In 1937/38 werd de club laatste en degradeerde.
Na WOII werd de club op 26 december 1946 heropgericht als VfL Ingolstadt-Ringsee en veranderde in 1951 zijn naam in Erster SV Ingolstadt-Ringsee. In 1953 veranderde de club voor een laatste keer van naam en werd Eisenbahner -Sportverein Ingolstadt-Ringsee e.V., kortweg ESV Ingolstadt. In 1962 promoveerde de club naar de 2de klasse van de Oberliga Süd, na de oprichting van de Bundesliga en Regionalliga in 1963 speelde de club in de Regionalliga (2de klasse) tot 1966 en opnieuw van 1968 tot 1972. In 1974 werd de 2. Bundesliga opgericht en in 1979 promoveerde de club naar de 2de klasse. In het eerste seizoen speelde de club een derby tegen stadsrivaal MTV Ingolstadt. Na 2 seizoenen degradeerde de club. Na degradatie uit de Bayernliga (3de klasse) speelde de club in de lagere klassen tot ze in financiële problemen verzeilden. In 2004 fuseerde de club met de voetbalafdeling van MTV om zo Ingolstadt 04 te vormen. De terreinen van het ESV stadion worden nog door de reserven gebruikt.

## Erelijst
Duits amateurkampioen
1979